# Золотая Орда (фильм, 1951)
«Золотая Орда» — американский приключенческий фильм 1951 года. Режиссёр — Джордж Шерман, в главных ролях — Энн Блит, Дэвид Фаррар, Джордж Макреди, Ричард Эган и Пегги Кастл. 
При создании ленты была использована техника Technicolor; съёмки проходили преимущественно в Национальном парке Долины Смерти, Калифорния.  Альтернативное название фильма — «Принцесса Самарканда» (англ. The Princess of Samarkand). 

## Сюжет
1220 год. Сэр Гай из Девона вместе с небольшой группой английских крестоносцев прибывает в Самарканд. В это же самое время как над городом, так и над его правительницей — принцессой Шалимар — нависает угроза со стороны Чингисхана и его орд. Шалимар надеется одолеть завоевателя хитростью, в то время как сэр Гай настаивает на вступлении в бой. Несмотря на взаимные чувства между Шалимар и сэром Гаем, их различающиеся методы борьбы угрожают любой надежде на победу. 

## В ролях
| Актёр            | Роль                                 |
| ---------------- | ------------------------------------ |
| Энн Блит         | принцесса Шалимар                    |
| Дэвид Фаррар     | сэр Гай из Девона                    |
| Марвин Миллер    | Чингисхан                            |
| Генри Брэндон    | Джучи                                |
| Джордж Макреди   | шаман Чингисхана                     |
| Ричард Эган      | Гилл                                 |
| Пегги Кастл      | Лэйли                                |
| Говард Петри     | Туглик                               |
| Дональд Рэндольф | Торга                                |
| Эдвард Хэннфорд  | монах Джон                           |
| Леон Беласко     | Назза, астролог (в титрах не указан) |